# De Hemelsche Berg

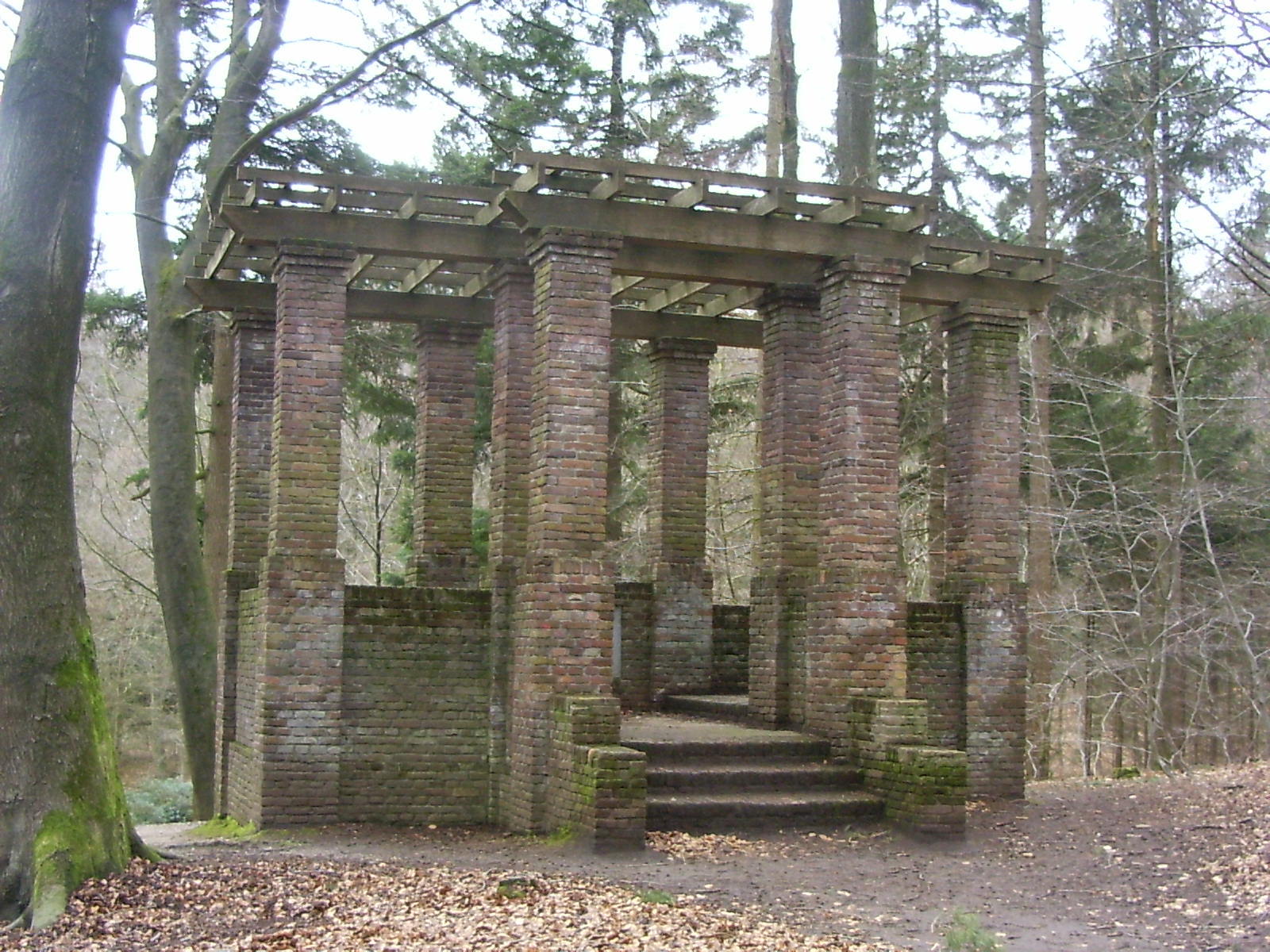
Een Pergola op landgoed De Hemelse Berg

De Hemelse Berg, vroeger De Hemelsche Berg, is een landgoed gelegen in Oosterbeek. 
Het landgoed heette eerder Heggeholt en werd voor het eerst vermeld in het jaar 1728. In 1848 werd het landgoed gekocht door schrijver en dichter Johannes Kneppelhout. Hij liet het park herontwikkelen en er een nieuw landhuis bouwen. Op het landhuis ontving Kneppelhout veel kunstenaars die hij financieel steunde. Het werd daardoor een broedplaats voor aanstormend talent. Zo werden Gerard Bilders, David Artz, Jan de Graan, Cornelis Johannes Eggink, Otto Scholderer, Petrus Augustus de Génestet als zijn beschermelingen op het landgoed welkom geheten. In de oorlog heeft het landhuis veel schade geleden en is het afgebroken. Op het landgoed werd toen een kraamkliniek gevestigd, die uiteindelijk ook is afgebroken. Van de oorspronkelijke gebouwen bestaan alleen nog de orangerie, een oude tuinmanswoning en het koetshuis.